# Miniversum
A Miniversum egy Budapesten, az Andrássy út 12-ben kiállított, látogatható interaktív vasútmodell-kiállítás volt 2014 és 2020 között.

## Története
A projekt 2012 augusztusában indult az ötletgazda Kocsis Attila kezdeményezésére. A modell a Krausz-palotában lett elhelyezve. 2013 augusztusában kezdődött 10 hónapig tartó építkezésen mintegy ötven ember vett részt, köztük húsz modellező. Az elkészítéshez 5 tonna faanyagot, 2 tonna gipszet és mintegy 20 ezer csavart használtak fel. A Miniversum élményközpont 2014. május 16-án nyílt meg. A kiállítás az eredeti tervek szerint 2020. január 31-én zárt volna be, azonban januárban két hónappal, március 31-ig meghosszabbították. A koronavírus terjedése miatt kihirdetett veszélyhelyzet alatt korlátozták a nyitvatartást és a bent tartózkodható személyek számát is. A helyzet fokozódása miatt a vezetőség 2020. március 16-án bezárta a Miniversum kapuijait. A tárlat elemei Egerben a Város a város alatt kiállítás részeként és Budapesten a Magyar Műszaki és Közlekedési Múzeum tulajdonába is kerültek. Más részét magánszemély vásárolta meg, aki később kiállítást szeretne nyitni a megvásárolt elemekből.

## Adatok
- 1:87 méretarányú
- 300 m² alapterületű terepasztal, 850 nm-es kiállítótérben
- A vasúti pálya 1,3 km hosszú
- 100 vasútmodell szerelvény közlekedik
- 600 épület, 1000 személyautó, 5000 apró figura és 5000 fa van a terepasztalon.
- A makett 2014-es értéke kb. 150 millió forint.
- A vezérlőhelyiségben egy számítógépes irányítópult mellől két ember végezte a felügyeletet, de néhány ponton a látogatók is közreműködhettek az irányításban.

### Bemutatott tájak
Három ország 14 települése volt látható.
| Magyarország: - Budapest - Tata - Pannonhalma - Győr - Nagycenk | Ausztria: - Burgenland - Bécs - Melk - Dürnstein | Németország: - Eisenach - Wartburg - Uelzen - Rothenstein - Leuchtenberg |

## Egykori programok
- Játszóház a kicsiknek és kicsit nagyobbacskáknak
- Kávéház felnőtteknek
- Látogatható vezérlőterem
- Shop
- Kulisszák mögötti tárlatvezetés
- Interaktív tanórák
- Szülinapi zsúr
- Gyilkosság az Orient Expressen - csapatjáték
- Tematikus programok iskolai szünetekben, ünnepek alkalmából
- Nyitva az év minden napján, kivéve december 24-25.